# Glycyrrhizin

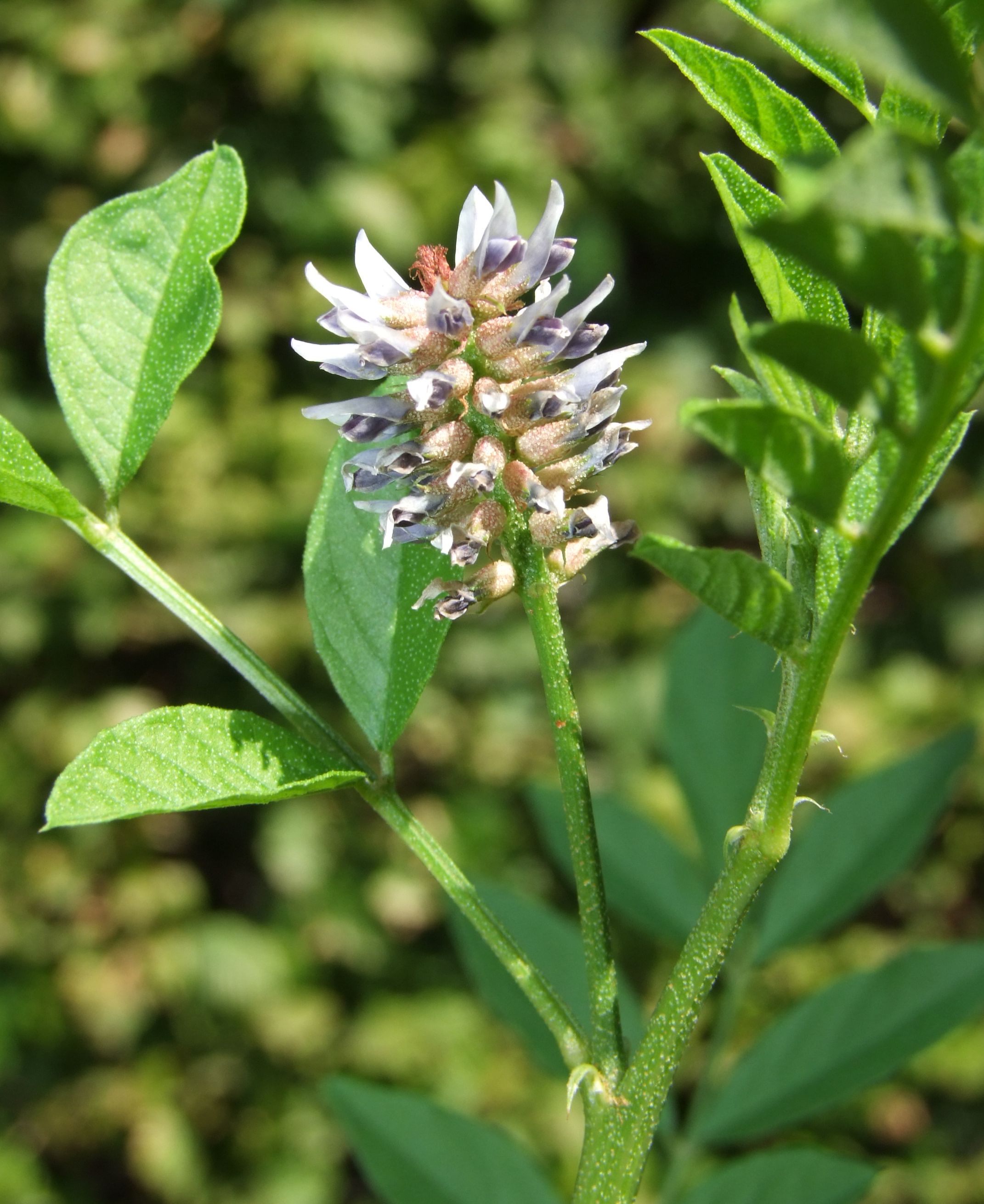
Süßholz (Glycyrrhiza glabra)

Glycyrrhizin oder Glycyrrhizinsäure ist ein Saponin und Triterpenoid, das natürlicherweise in der Wurzel der Süßholzpflanze (Glycyrrhiza glabra) vorkommt. Das Glycosid, das zur Herstellung von Lakritz verwendet wird, ist aber auch in anderen Pflanzen wie der Frucht des Grapefruitbaums (Citrus × paradisi) enthalten. Es schmeckt etwa 50-mal süßer als Rohrzucker und dient auch als natürlicher Süßstoff.

## Medizinische Bedeutung
Glycyrrhizin enthält in jedem Molekül zwei Zuckerreste. Diese werden im Verdauungstrakt durch bakterielle Tätigkeit hydrolytisch abgespalten. Dabei entsteht das Aglykon Glycyrrhetinsäure. Diese ist ein Inhibitor der 11β-Hydroxysteroid-Dehydrogenase 2 (HSD11B2). Jenes Enzym katalysiert die Inaktivierung von Cortisol durch Umwandlung in Cortison.
Da nun die Inaktivierung des Cortisols verringert wird, wird die Cortisolwirkung größer. Cortisol wirkt nicht nur als Glukokortikoid, sondern auch als Mineralokortikoid und stimuliert den gleichen Mineralokortikoidrezeptor wie (das hauptsächlich als Mineralokortikoid wirkende) Aldosteron. Wie Aldosteron bewirkt Cortisol eine Wasser- und Natrium-Retention und erhöhte Kalium-Ausscheidung, und zwar in der beschriebenen Situation in einem Ausmaß, das sonst nur bei einer zu hohen Aldosteronkonzentration im Blutplasma (Hyperaldosteronismus) zu finden ist.
Die Aldosteronkonzentration im Blutplasma wird durch das Renin-Angiotensin-Aldosteron-System geregelt. Dieses System beinhaltet auch eine negative Rückkopplung, d. h. bei zu großer Aldosteron-Wirkung sinkt die Plasmakonzentration von Aldosteron (und auch von Renin). Das geschieht auch in der beschriebenen Situation, aber am Mineralokortikoidrezeptor überwiegt die größere Cortisolwirkung gegenüber der gesenkten Plasmakonzentration von Aldosteron und täuscht einen Hyperaldosteronismus vor. Symptome desselben wie Bluthochdruck oder Wassereinlagerung treten auf. Ernste Folgen können Rhabdomyolyse, Myopathie und Nierenversagen sein.
In Zellkulturversuchen konnte Glycyrrhizin erfolgreich Viren, wie Herpes-simplex-Viren, HIV oder Coronaviren hemmen. In in-vitro-Studien konnte außerdem nachgewiesen werden, dass der Stoff die Hauptvirusprotease von SARS-CoV-2 inhibiert.

## Sicherheitshinweise
Der Wissenschaftliche Lebensmittelausschuss der Europäischen Kommission empfiehlt, täglich nicht mehr als 100 mg Glycyrrhizinsäure aufzunehmen. Wie der Verbraucher dem genau nachkommen kann, ist unklar, da keine konkreten Gehaltsangaben für Glycyrrhizinsäure deklariert werden müssen.
In Umsetzung der Richtlinie 2004/77/EG besteht seit Mai 2005 jedoch eine Kennzeichnungspflicht. Laut der Lebensmittel-Kennzeichnungsverordnung (LMKV) müssen Süßwaren und Getränke ab einem Gehalt von 100 mg/kg resp. 10 mg/L die Angabe „Enthält Süßholz“ enthalten, ab einem Gehalt von 4 g/kg bzw. 50 mg/L wird der Zusatz „Enthält Süßholz — bei hohem Blutdruck sollte ein übermäßiger Verzehr dieses Erzeugnisses vermieden werden“ nötig. Auch während einer  Schwangerschaft kann der Genuss von Glycyrrhizin kritisch sein.